# All That Jazz
All That Jazz er en amerikansk film fra 1979, instrueret af Bob Fosse, der tillige skrev manuskriptet sammen med Robert Alan Aurthur. Filmen er en delvis selvbiografisk fiktion baseret på Fosses liv og karriere som danser, koreograf og instruktør. Filmen var inspireret af Fosses maniske bestræbelser på at klippe hans film Lenny samtidig med, at han stod for opførelsen af Broadway musicalen Chicago fra 1975.
Filmen fik oprindeligt den danske titel Det er showtime!, men denne titel har ikke været specielt meget brugt.

## Priser
Filmen modtog en række filmpriser og nomineringer, herunder:
- Oscar bedste film: Nomineret
- Oscar bedste skuespiller: Roy Scheider, nomineret
- Oscar bedste instruktør: nomineret
- Oscar bedste manuskript: nomineret
- Oscar bedste fotografering: nomineret
- Oscar bedste scenografi: Vinder
- Oscar bedste kostumer: Vinder
- Oscar bedste klipning: Vinder
- Oscar bedste musik: Vinder
- Cannes Film Festival De Gyldne Palmer (vinder sammen med Kagemusha)
- Bodilprisen for bedste amerikanske film: Vinder